# Симотас, Аравелла
Араве́лла Симо́тас (греч. Αραβέλλα Σιμωτά, англ. Aravella Simotas; род. 9 октября 1978, Южная Родезия, Южная Африка) — американский политик-демократ греческого происхождения, член Ассамблеи штата Нью-Йорк от 36-го избирательного округа (с 2011 года) в течение двух сроков подряд. Первая женщина, избранная в нижнюю палату Легислатуры штата Нью-Йорк от 36-го округа, а также одна из двух первых американок греческого происхождения, ставшая членом правительства города Нью-Йорк (вместе с Николь Маллиотакис).

## Ранние годы
Родилась 9 октября 1978 года в Южной Родезии (Южная Африка) в семье греков, которые иммигрировали в США из Греции, поселившись в Астории (Куинс, Нью-Йорк), когда Аравелла была 6-месячным младенцем. Имеет брата.
Окончила государственную начальную школу № 17 в Нью-Йорке, неполную среднюю школу № 126 и государственную среднюю школу имени Уильяма К. Брайанта.
В 1999 году окончила Фордхемский университет со степенью бакалавра гуманитарных наук (B.A.) «с наибольшим почётом».
В 2002 году окончила Фордхемскую школу права, получив степень доктора права (J.D.). В годы учёбы была ответственным редактором факультетского юридического журнала «Fordham Environmental Law». Впервые Симотас была отмечена в качестве модератора панельной дискуссии по вопросу установки электрических генераторов в городе Нью-Йорк в соответствии с его энергетическим правом.

## Ранняя карьера
Начала свою карьеру на государственной службе в качестве окружного представителя спикера городского совета Нью-Йорка Питера Валлоне-старшего и (позднее) члена городского совета Нью-Йорка Питера Валлоне-младшего. Ещё будучи студенткой Фордхемской школы права, также работала в департаменте правительства штата Нью-Йорк по вопросам охраны окружающей среды, где у неё проявился интерес к природоохранной адвокатуре.
По окончании университета работала судебным делопроизводителем в федеральном суде США по вопросам международной торговли. Позже занималась адвокатской практикой, работая в юридической фирме «Bickel & Brewer».
Была членом совета по планированию № 1 сообщества округа Куинс и гражданской ассоциации единого сообщества.

## Ассамблея штата Нью-Йорк

### Участие в комитетах
- Целевая группа по делам женщин (председатель);
- Подкомитет по вопросам безопасности детской продукции (председатель);
- Комитет по делам банков Нью-Йорка;
- Комитет по делам и защите прав потребителей;
- Комитет по вопросам энергетического права штата Нью-Йорк;
- Комитет по вопросам судопроизводства штата Нью-Йорк;
- Комитет по делам малого предпринимательства[1][8].

### Другое
C 2017 года — глава Комиссии по рассмотрению административных положений (англ. Administrative Regulations Review Commission).

### Проблемы женщин
В 2014 году Симотас была назначена председателем целевой группы по делам женщин Ассамблеи штата Нью-Йорк, который работает в тесном сотрудничестве с комитетами, подкомитетами и другими целевыми группами Ассамблеи по ряду вопросов, имеющих прямое влияние на жизнь женщин Нью-Йорка.
Закон Симотас, касающийся темы изнасилования, впервые предложенный в 2012 году, получил внимание на государственном уровне. Согласно законопроекту, принятому Ассамблеей в 2013 году, переопределялось и расширялось толкование понятия «изнасилование» в Нью-Йорке, исключая излишние различия в его действующем юридическом определении.
В марте каждого года Симотас и член Палаты представителей США Кэролин Малони вручают награды трём выдающимся женщинам на мероприятии под названием «Celebrating the Women of Western Queens». Лауреатками премии становятся местные женщины-лидеры в таких областях как государственная служба, организация деятельности общин, образование, общественное здравоохранение, филантропия и малое предпринимательство.

### Энергетика и окружающая среда
В январе 2014 года Ассамблея одобрила предложенный Симотас законопроект о защите потребителей коммунальных услуг газо- и электроснабжения.
На протяжении обоих сроков полномочий Симотас сотрудничает с местными организациями, школами и предпринимателями по продвижению проектов, в основе которых лежит зелёное (экологически чистое и безопасное) развитие и устойчивость окружающей среды, на всей территории западного Куинса. Она призывает к сокращению количества отходов и загрязнений на городских улицах, помимо поддержки и участия в ежегодных мероприятиях по очистке парков по всему району.

### Гражданские права
Симотас является борцом за права ЛГБТ-людей. Помимо прочего, лично принимает участие в ежегодном прайд-параде в Куинсе. В июне 2011 года она проголосовала за принятие Закона о равенстве брака (юридическое признание однополых браков) штата Нью-Йорк, охарактеризовав свою поддержку как «самый прекрасный момент в моей карьере законодателя и, по правде говоря, как человека…». Пользуется поддержкой отдельных гей-активистов, некоторые из которых принимали добровольное участие в её предвыборных кампаниях.
Поддерживает права избирателей, добиваясь выделения дополнительных участков для голосования и увеличения числа досрочно голосующих граждан.
В октябре 2012 года убедила ряд должностных лиц Нью-Йорка, в том числе общественного адвоката города Билла Де Блазио и руководителя окружного уровня Косту Константинидиса, а также некоторые либеральные группы, выразить публичный протест в отношении представителей выступающей против нелегальной иммиграции политической партии «Золотая заря» (Греция), организовавших встречу в Куинсе. Симотас выступила с заявлением о том, что антииммигрантский посыл не приветствуется в её общине, выразив своё негодование по этому поводу и сославшись на то, что она сама является иммигранткой.

## Личная жизнь
Замужем за Джоном Кацаносом, в браке с которым имеет дочь (р. 2012). Семья проживает в Астории.
Владеет греческим языком.